# Szawe

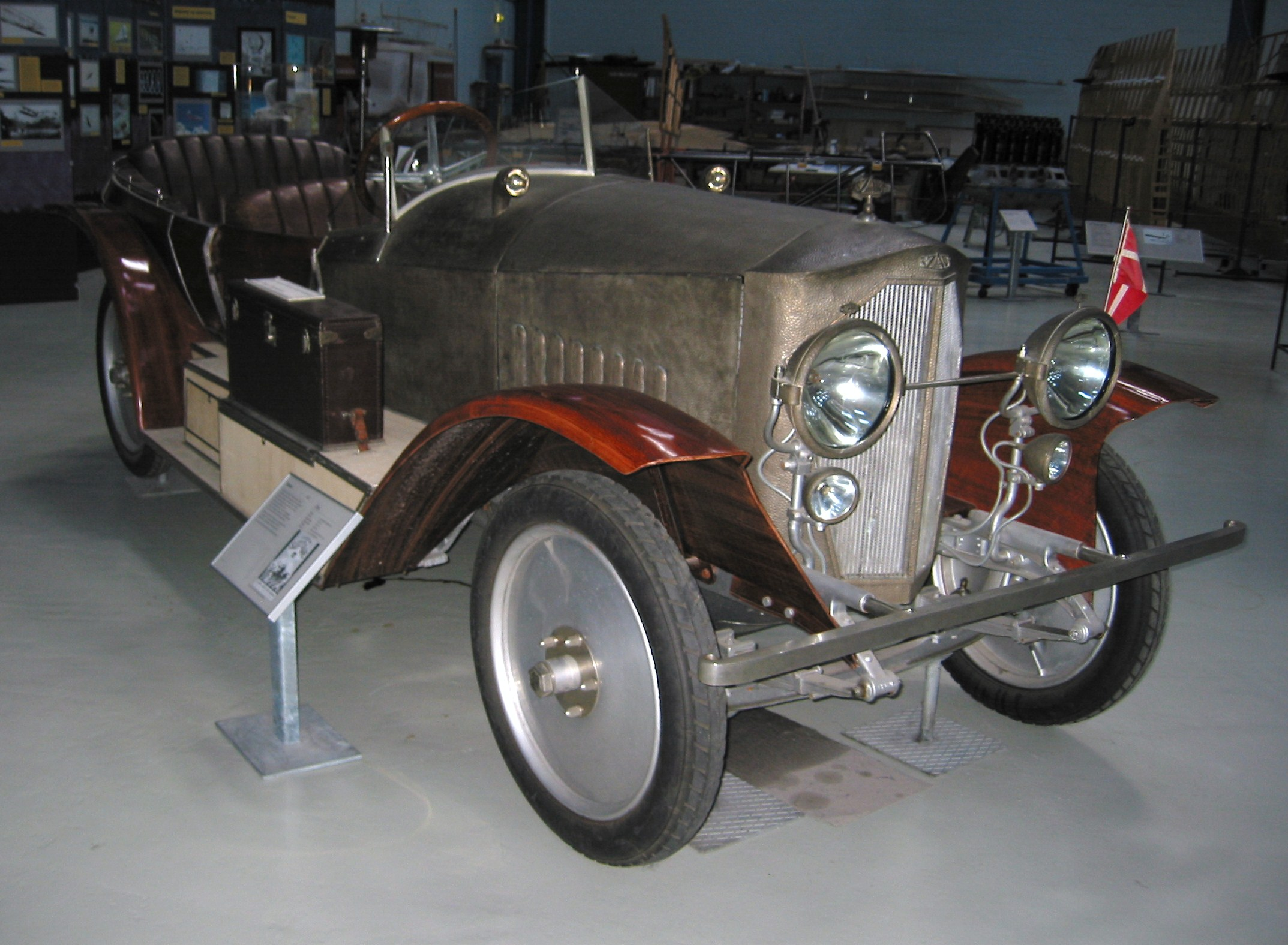
Szawe 1922

Szawe (SzaWe) byla značka německých luxusních automobilů vyráběných v letech 1920 až 1924 společností Szabo & Wechselmann Automobilfabrik sídlící v Berlíně-Reinickendorfu ve spolupráci s firmou NAG.

## Historie
Szawe Automobil- und Karosseriefabrik AG byla akciová společnost sídlící v Berlíně. Založili ji obchodníci Karl Szabo, Gerson Wechselmann, Erich Wechselmann, Karl Wechselmann a Friedrich Wilhelm Gendebien. Zkratka Szawe vznikla jako Akronym jmen Szabo a Wechselmann.
I po první světové válce se zabývala výrobou kočárů. Poté začala se stavbou vlastních automobilů, kvůli nedostatku kapacit však nemohla uspokojit všechny zákazníky. Došlo proto k dohodě s automobilkou NAG, pro kterou firma Szabo & Wechselmann začala karosovat upravené podvozky. Prvním byl model NAG C 4 se čtyřválcovým motorem o objemu 2536 cm³. Vozy byly prodávány pod názvem Szawe 10/38 PS.
V roce 1921 vznikl první vůz nesoucí značku Szawe. Karosérii, připomínající loď s kostrou ze dřeva doplněnou hliníkem navrhl všestranně nadaný umělec, designér a vynálezce Ernst Neumann-Neander, pozdější majitel firmy Neander. 
Pro typ 10/50 PS navrhl Georg Bergmann šestiválcový motor z lehkých slitin o objemu 2570 cm³. Podvozky pro tento vůz pocházely od firmy Heinrich Ehrhardt AG sídlící ve městě Zella-Mehlis.
Do roku 1924 vzniklo několik vozů na podvozku firmy NAG. V období před nástupem luxusních limuzín firem Maybach a Horch byla značka Szawe považována za německý Rolls-Royce. V roce 1924 však spolupráce obou firem na projektu skončila. Do současnosti se dochoval jen jediný vůz značky Szawe. Ten je vystaven v Dánském muzeu letectví a dopravy v Helsingør.
V roce 1924 došlo ke sloučení společností Ehrhardt a vzniku firmy Ehrhardt-Szawe. Ta však existovala jen jediný rok.
V rámci konkurzního řízení získala výrobní závody a materiál společnosti firma Gemeinschaft Deutscher Automobilfabriken (GDA), což bylo sdružení firem NAG, Hansa-Lloyd a Brennabor.